# Ночера-Умбра

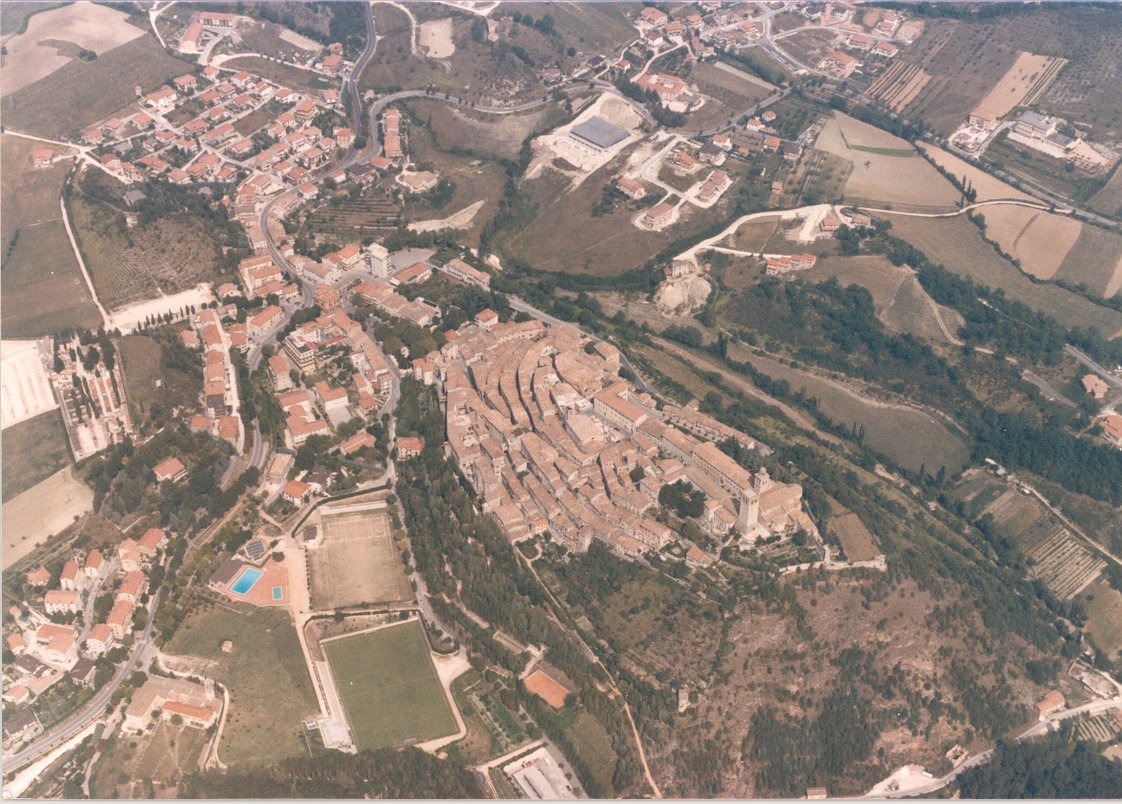

Ночера-Умбра (італ. Nocera Umbra) — муніципалітет в Італії, у регіоні Умбрія, провінція Перуджа.
Ночера-Умбра розташована на відстані близько 140 км на північ від Риму, 32 км на схід від Перуджі.
Населення — 5892 особи (2014).
Покровитель — Святий Ренальд (San Rinaldo).

## Демографія
Населення за роками:

Станом на 1 січня 2023 року в муніципалітеті офіційно проживало 565 іноземців з 47 країн, серед них 182 громадяни країн Євросоюзу та 21 громадянин України.

## Сусідні муніципалітети
- Ассізі
- Фабріано
- Ф'юміната
- Фоліньйо
- Гуальдо-Тадіно
- Серравалле-ді-К'єнті
- Вальфаббрика
- Вальтопіна